# Doctor Neo Cortex
Doctor Neo Periwinkle Cortex is een personage en belangrijkste antagonist in de Crash Bandicoot-serie van computerspellen. Het personage verscheen voor het eerst in het gelijknamige spel Crash Bandicoot uit 1996. Zijn naam is een woordspeling op neocortex, een deel van de hersenen.

## Personage
Doctor Neo Cortex is een gestoorde professor die als enige doel wereldheerschappij wil verkrijgen ter compensatie voor al het leed uit zijn verleden. Hij wordt geholpen door de boze Uka Uka, die hem vaak van advies voorziet. Zo heeft Cortex de lokale bewoners weten te muteren naar soldaten. Zo is ook Crash Bandicoot een product van zijn experimenten, maar Cortex vindt Crash niet geschikt genoeg en wijst hem de deur. De kwaadaardige plannen van Cortex worden in de spellen gedwarsboomd door Crash en zijn vrienden.
Doctor Neo Cortex is een klein mannetje met donker haar, een kaal hoofd en een ringbaardje. Hij draagt een witte laboratoriumjas en heeft in enkele spellen een rood laserpistool. Op zijn voorhoofd staat de letter 'N' afgebeeld. Het personage is bedacht door Andy Gavin en Jason Rubin, en is ontworpen door Joe Pearson en Charles Zembillas. Neo Cortex werd positief ontvangen in recensies, men prees met name zijn voorkomen in het spel Crash Twinsanity.